# العلاقات الروسية السريلانكية
العلاقات الروسية السريلانكية هي العلاقات الثنائية التي تجمع بين روسيا وسريلانكا.

## مقارنة بين البلدين
هذه مقارنة عامة ومرجعية للدولتين:
| وجه المقارنة                                              | روسيا                                   | سريلانكا                         |
| --------------------------------------------------------- | --------------------------------------- | -------------------------------- |
| المساحة (كم2)                                             | 17.08 مليون                             | 65.61 ألف                        |
| عدد السكان (نسمة)                                         | 146.80 مليون                            | 21.44 مليون                      |
| الكثافة السكانية (ن./كم²)                                 | 8.59                                    | 326.78                           |
| العاصمة                                                   | موسكو                                   | سري جاياواردنابورا كوتي، كولمبو  |
| اللغة الرسمية                                             | اللغة الروسية                           | اللغة السنهالية، اللغة التاميلية |
| العملة                                                    | روبل روسي                               | روبية سريلانكي                   |
| الناتج المحلي الإجمالي (بليون دولار)                      | 1.58 تريليون                            | 87.17 مليار                      |
| الناتج المحلي الإجمالي (تعادل القوة الشرائية) بليون دولار | 3.69 تريليون                            | 246.62 مليار                     |
| الناتج المحلي الإجمالي الاسمي للفرد دولار أمريكي          | 9.09 ألف                                | 3.93 ألف                         |
| الناتج المحلي الإجمالي للفرد دولار أمريكي                 |                                         | 11.11 ألف                        |
| مؤشر التنمية البشرية                                      | 0.798                                   | 0.757                            |
| رمز المكالمات الدولي                                      | +7                                      | +94                              |
| رمز الإنترنت                                              | .ru، .рф، .рус ‏، .su                    | .lk،                             |
| المنطقة الزمنية                                           | Magadan Time ‏، ت ع م+02:00، ت ع م+12:00 | ت ع م+05:30                      |

## مدن متوأمة
في ما يلي قائمة باتفاقيات التوأمة بين مدن روسية وسريلانكية:
- ترتبط فيدنويي مع نوارا إليا باتفاقية توأمة.
- ترتبط سانت بطرسبرغ مع كولمبو باتفاقية توأمة منذ 2 أكتوبر 1967.

## منظمات دولية مشتركة
يشترك البلدان في عضوية مجموعة من المنظمات الدولية، منها:
| علم المنظمة | اسم المنظمة                        | تاريخ انضمام روسيا | تاريخ انضمام سريلانكا |
| ----------- | ---------------------------------- | ------------------ | --------------------- |
|             | مؤسسة التنمية الدولية              | 16 يونيو 1992      | 27 يونيو 1961         |
|             | المنظمة الهيدروغرافية الدولية      | ?                  | ?                     |
|             | مؤسسة التمويل الدولية              | 12 أبريل 1993      | 20 يوليو 1956         |
|             | منظمة حظر الأسلحة الكيميائية       | ?                  | ?                     |
|             | يونسكو                             | 21 أبريل 1954      | 14 نوفمبر 1949        |
|             | الأمم المتحدة                      | 24 أكتوبر 1945     | 14 ديسمبر 1955        |
|             | الاتحاد الدولي للاتصالات           | 1866               | 1897                  |
|             | منظمة الشرطة الجنائية الدولية      | 27 سبتمبر 1990     | ?                     |
|             | البنك الدولي للإنشاء والتعمير      | 16 يونيو 1992      | 29 أغسطس 1950         |
|             | الاتحاد البريدي العالمي            | ?                  | ?                     |
|             | وكالة ضمان الاستثمار متعدد الأطراف | 29 ديسمبر 1992     | 27 مايو 1988          |
|             | منظمة التجارة العالمية             | 22 أغسطس 2012      | ?                     |
|             | منتدى آسيان الإقليمي ‏              | ?                  | ?                     |

## وصلات خارجية
- موقع وزارة الخارجية الروسية
- موقع وزارة الخارجية السريلانكية